# Persone di nome Leandro
| Questa pagina contiene informazioni ricavate automaticamente dalle voci biografiche con l'ausilio del template Bio e di un bot. L'aggiornamento è periodico e automatico e ricostruisce completamente la pagina. Se manca una persona in questa lista, sei pregato di non aggiungerla, ma accertati piuttosto che la sua voce biografica contenga il template Bio e che i dati anagrafici siano correttamente compilati. Se il template Bio manca, inseriscilo tu stesso o, in alternativa, metti l'avviso {{tmp\|Bio}} che ne segnala la mancanza. Se i dati riportati sono sbagliati, correggi direttamente la voce biografica; le modifiche saranno visibili in questa lista entro pochi giorni. Per chiarimenti vedi il progetto antroponimi. La lista contiene solo le 191 persone che sono citate nell'enciclopedia e per le quali è stato implementato correttamente il template Bio. Pagina aggiornata al 22 lug 2025. |

Questa è una lista di persone presenti nell'enciclopedia che hanno il nome Leandro, suddivise per attività principale.

## Allenatori di calcio(10)
- Leandro Benítez, allenatore di calcio e ex calciatore argentino (Ensenada, n. 1981)
- Leandro Cufré, allenatore di calcio e ex calciatore argentino (La Plata, n. 1978)
- Leandro Desábato, allenatore di calcio e ex calciatore argentino (Cafferata, n. 1979)
- Leandro Greco, allenatore di calcio e ex calciatore italiano (Roma, n. 1986)
- Leandro Guerreiro, allenatore di calcio e ex calciatore brasiliano (São Borja, n. 1978)
- Leandro Ávila, allenatore di calcio e ex calciatore brasiliano (Porto Alegre, n. 1971)
- Leandrão, allenatore di calcio e ex calciatore brasiliano (Uberlândia, n. 1983)
- Leandro Remondini, allenatore di calcio e calciatore italiano (Verona, n. 1917 - Milano, † 1979)
- Leandro Romagnoli, allenatore di calcio, dirigente sportivo e ex calciatore argentino (Buenos Aires, n. 1981)
- Leandro Somoza, allenatore di calcio e ex calciatore argentino (Buenos Aires, n. 1981)

## Allenatori di calcio a 5(1)
- Leandro Planas, allenatore di calcio a 5 e ex giocatore di calcio a 5 argentino (Buenos Aires, n. 1975)

## Allenatori di pallacanestro(1)
- Leandro Barbosa, allenatore di pallacanestro e ex cestista brasiliano (San Paolo, n. 1982)

## Anarchici(1)
- Leandro Sorio, anarchico italiano (Brescia, n. 1899 - Tavernole sul Mella, † 1975)

## Architetti(1)
- Leandro Locsin, architetto e artista filippino (Silay, n. 1928 - Makati, † 1994)

## Arcieri(1)
- Leandro De Nardi, arciere italiano (Genova, n. 1948 - Bergeggi, † 2000)

## Artisti marziali(1)
- Leandro Lo, artista marziale brasiliano (San Paolo, n. 1989 - San Paolo, † 2022)

## Avvocati(1)
- Leandro N. Alem, avvocato, politico e rivoluzionario argentino (Buenos Aires, n. 1842 - Buenos Aires, † 1896)

## Bassisti(1)
- Leandro Misuriello, bassista italiano (Milano, n. 1972 - Pula, † 2006)

## Botanici(1)
- Leandro Ciuffa, botanico, medico e giurista italiano (n. 1794 - † 1862)

## Cantautori(1)
- Leandro Barsotti, cantautore e giornalista italiano (Brindisi, n. 1963)

## Cardinali(2)
- Leandro Colloredo, cardinale italiano (Colloredo di Monte Albano, n. 1639 - Roma, † 1709)
- Leandro di Porcia, cardinale e vescovo cattolico italiano (Porcia, n. 1673 - Roma, † 1740)

## Cestisti(4)
- Leandro Bolmaro, cestista argentino (Las Varillas, n. 2000)
- Leandro García Morales, cestista uruguaiano (Montevideo, n. 1980)
- Leandro Gómez Harley, cestista e ostacolista uruguaiano (Montevideo, n. 1902 - Montevideo, † 1979)
- Leandro Palladino, ex cestista argentino (Concepción del Uruguay, n. 1976)

## Dirigenti sportivi(1)
- Leandro Rinaudo, dirigente sportivo e ex calciatore italiano (Palermo, n. 1983)

## Fotografi(1)
- Leandro Crozat, fotografo e inventore spagnolo (Alcoy, n. 1824)

## Giavellottisti(1)
- Leandro Ramos, giavellottista portoghese (Oliveira do Bairro, n. 2000)

## Giocatori di calcio a 5(7)
- Leandro Cuzzolino, giocatore di calcio a 5 argentino (Buenos Aires, n. 1987)
- Esquerdinha, ex giocatore di calcio a 5 brasiliano (Cuiabá, n. 1985)
- Leandro Garcia Pereira, ex giocatore di calcio a 5 brasiliano (Londrina, n. 1988)
- Leandro Lino, giocatore di calcio a 5 brasiliano (Franco da Rocha, n. 1995)
- Chimanguinho, giocatore di calcio a 5 brasiliano (Passo Fundo, n. 1986)
- Nando, giocatore di calcio a 5 brasiliano (Belo Horizonte, n. 1987)
- Leandro Simi, ex giocatore di calcio a 5 brasiliano (San Paolo, n. 1977)

## Giocatori di football americano(1)
- Leandro Bianchi, giocatore di football americano svizzero (n. 2003)

## Giornalisti(1)
- Leandro Manfrini, giornalista e scrittore svizzero (Monteggio, n. 1932 - Lugano, † 2016)

## Hockeisti su ghiaccio(1)
- Leandro Profico, hockeista su ghiaccio svizzero (Coira, n. 1990)

## Ingegneri(1)
- Leandro Caselli, ingegnere e architetto italiano (Fubine, n. 1854 - Messina, † 1906)

## Judoka(1)
- Leandro Guilheiro, judoka brasiliano (Suzano, n. 1983)

## Liutai(1)
- Leandro Bisiach, liutaio italiano (Casale Monferrato, n. 1864 - Venegono Superiore, † 1945)

## Militari(2)
- Leandro Aragoncillo, ex militare filippino (Filippine, n. 1958)
- Leandro Franchi, militare italiano (Roma, n. 1920 - Roma, † 1990)

## Pallanuotisti(1)
- Leandro Ribera Abad, pallanuotista spagnolo (Barcellona, n. 1934 - Barcellona, † 2016)

## Pallavolisti(3)
- Leandro Mosca, pallavolista italiano (Recanati, n. 2000)
- Leandro dos Santos, pallavolista brasiliano (Aracaju, n. 1993)
- Leandro Vissotto, ex pallavolista brasiliano (San Paolo, n. 1983)

## Partigiani(1)
- Leandro Puccetti, partigiano italiano (Gallicano, n. 1923 - Castelnuovo, † 1944)

## Piloti motociclistici(2)
- Leandro Becheroni, pilota motociclistico italiano (Calenzano, n. 1950 - Calenzano, † 2023)
- Leandro Mercado, pilota motociclistico argentino (Córdoba, n. 1992)

## Pistard(1)
- Leandro Faggin, pistard e ciclista su strada italiano (Padova, n. 1933 - Padova, † 1970)

## Pittori(1)
- Leandro Bassano, pittore italiano (Bassano del Grappa, n. 1557 - Venezia, † 1622)

## Poeti(1)
- Leandro Fernández de Moratín, poeta, drammaturgo e saggista spagnolo (Madrid, n. 1760 - Parigi, † 1828)

## Politici(3)
- Leandro Arpinati, politico italiano (Civitella di Romagna, n. 1892 - Argelato, † 1945)
- Leandro Fusaro, politico italiano (Monticello Conte Otto, n. 1915 - Feltre, † 1990)
- Leandro Rampa, politico italiano (Bergamo, n. 1922 - Brembate di Sopra, † 2008)

## Poliziotti(1)
- Leandro Verì, carabiniere italiano (San Vito Chietino, n. 1903 - Laigueglia, † 1938)

## Rapper(1)
- Emicida, rapper e cantante brasiliano (San Paolo, n. 1985)

## Registi(2)
- Leandro Castellani, regista, sceneggiatore e autore televisivo italiano (Fano, n. 1933)
- Leandro Manuel Emede, regista e montatore argentino (San Isidro, n. 1980)

## Sassofonisti(1)
- Gato Barbieri, sassofonista e compositore argentino (Rosario, n. 1932 - New York, † 2016)

## Sceneggiatori(1)
- Leandro Lucchetti, sceneggiatore e regista italiano (Trieste, n. 1944)

## Schermidori(1)
- Leandro Marchetti, ex schermidore argentino (n. 1974)

## Scrittori(1)
- Leandro Müller, scrittore brasiliano (Juiz de Fora, n. 1978)

## Storici(2)
- Leandro Alberti, storico, filosofo e teologo italiano (Bologna, n. 1479 - Bologna, † 1552)
- Leandro Polverini, storico italiano (Castelnuovo dei Sabbioni, n. 1935 - Roma, † 2023)

## Tennisti(1)
- Leandro Riedi, tennista svizzero (Frauenfeld, n. 2002)

## Triatleti(1)
- Leandro Macedo, ex triatleta brasiliano (Porto Alegre, n. 1968)

## Vescovi(1)
- Leandro di Siviglia, vescovo e santo spagnolo (Cartagena, n. 534 - Siviglia, † 600)

## Violinisti(1)
- Leandro Campanari, violinista, direttore d'orchestra e compositore italiano (Rovigo, n. 1857 - San Francisco, † 1939)